# فان أوغر
فان أوغر هو أحد شخصيات انمي ومانغا ون بيس، وهو من قراصنة اللحية السوداء وقناصهم، وتوجد على رأسه مكافأة مالية قدرها 150,000,000 بيلي.
الاسم بالعربي: فان أوغر

الاسم بالأنجليزي: Van Augur

الاسم باليابانية: ヴァン･オーガー

الانتمائات: قراصنة اللحية السوداء

المهنة: قرصان، قناص

المكافأة: 150,000,000 بيلي

تاريخ الميلاد: 5 أكتوبر

## مظهره
أوغر شخص نحيف وطويل، ولديه شعر بوني ممتد حتى رقبته ومجعد قليلا، وهو قليل الضحك، ويرتدي عدسة من النظارات على عينه، ويضع قبعة على رأسه، وكان مع اللحية السوداء عندما هاجموا جزيرة الطبول التي كان ملكها وابل ولم يدافع عن ناسها.

## شخصيته
فان شخصية هادئه جدا وحلل أثناء القتال، وهو نادرا ما يغير تعابير وجهه، وقد قال انه اظهر الجانب المظهر أثناء قتاله مع بورتغاس دي إيس، وهو مؤمن دائما بالقدر، ويظهر ولاء لكابتنه بلاك بيرد (اللحية السوداء) وبقية أفراد الطاقم.

## قدراته

### القدرات البدنية
لدى فان قدرة كبيرة في الجري والرماية، كما فعل أثناء قتاله مع إيس، ولديه بصره قوي جدا ليرى أعضاء الطاقم اينما كانوا، وقد تمكن من رؤية الادميرال أكاينو عندما كان الاخير على متن بارجة ضخمة، لقد أظهر فان قدرة تحمل هائلة عندما تحمل صدمة قوية تلقاها من اللحية البيضاء، وتحمله لموجة قوية من الأدميرال سينجوكو، ولقد تعافى بسرعة من الصدمة ليساعد بقية أعضاء الطاقم أثناء القتال.

### القدرات في الرماية
يعتبر فان أقوى قناص في سلسلة أنمي ومانغا ون بيس، ويتضح ذلك عندما شاهد أوسوب سقوط طيور النورس على سفينتهم وتلقيهم لرصاصة ولكن نامي قالت كيف من الممكن مشاهدة طيور تقنص ونحن لا نرى الجزيرة اصلا وقالت ليس من الممكن لأي قناص ان يفعل ذلك، ولقد كان أوغر هو من قنصها، وأيضا عندما كان في سجن الانمبل داون وأطلق الرصاصات على الموظفين بمهارة، وتمكن من مشاهدة أكاينو من بيعد على متن بارجة ضخمة، وهو يستخدم قناص يسمى سينركو ويعني (آلاف الأراضي)، ولم يظهر الكثير من ماضيه.

## معاركه
- فان أوغر وجيسوس بورغيس ضد بورتغاس دي إيس
- قراصنة اللحية السوداء ضد إيدوارد نيوجايت (اللحية البيضاء)
- قراصنة اللحية السوداء ضد إسطول الإدميرال سينجوكو
- قراصنة اللحية السوداء ضد قراصنة بوني